# روبن بيج
روبن بيج (بالإنجليزية: Robin Page)‏ هو نحات ورسام بريطاني، ولد في 2 نوفمبر 1932 في لندن في المملكة المتحدة، وتوفي في 12 مايو 2015.